# Међународно банкарско кредитно писмо
Међународно банкарско кредитно писмо је писмени налог кореспондентске банке у иностранству, који се уручује кориснику и на основу кога се, у току одређеног времена, исплаћује одређени износ на терет текућег рачуна банке која је писмо издала. Кредитно писмо може бити:
- посебно кредитно писмо, у коме је само једна банка овлашћена да врши исплату
- тзв. циркуларно кредитно писмо, у коме је више банака овлашћено за исплату издатог писма.